# مسعود کوثری
مسعود کوثری (متولد ۱۳۴۳ در مشهد - ) پژوهشگر ایرانی حوزه ارتباطات، فرهنگ، موسیقی و توسعه و استادیار و مدیر گروه ارتباطات اجتماعی دانشگاه تهران است. او در سال ۱۳۸۳ به دلیل ارائه مقاله «نشانه‌شناسی موسیقی مردم‌پسند»، جایزه بهترین مقاله فرهنگی را از وزارت فرهنگ و ارشاد اسلامی دریافت کرد. این مقاله به عنوان یکی از مقاله‌های علمی برگزیده سال ۱۳۸۳ انتخاب شد.

## تحصیلات
وی مدرک کارشناسی‌اش را در رشتۀ جامعه شناسی از دانشگاه فردوسی مشهد(۱۳۶۹)، مدرک کارشناسی ارشد(۱۳۷۵) و دکتری (۱۳۸۱)؛ جامعه شناسی را از دانشگاه تربیت مدرس گرفت. عنوان رساله کارشناسی ارشد او «بررسی عوامل مؤثر بر مشارکت روستائیان خراسان در فعالیت های عمرانی» و در دوره دکتری «بررسی عوامل مؤثر بر احساس آنومی (بی هنجاری) سیاسی، در شهروندان تهرانی» است.

## تدریس
سرفصل‌های تدریس وی « آشنایی با تکنولوژی‌های نوین ارتباطی»، « ارتباطات وفرهنگ»، «اصول علم سیاست»، «روش شناسی تحلیل محتوی»، «روش های تحقیق کیفی رسانه ها»، «روش‌های بررسی و تحلیل پیام‌های ارتباطی»، «سمینار مسائل سیاسی و استراتژی معاصر»، «مبانی ارتباطات جمعی»، «موسیقی، فرهنگ وجامعه»، «نظریه های ارتباط جمعی ۲» (در مقطع کارشناسی)، «تکنولوژی های جدید ارتباطی»، «رسانه های جمعی و فرهنگ مردمی»، «نظریه های مطالعات فرهنگی» (در مقطع کارشناسی ارشد و دکتری) است.

## فعالیت‌ها
مسئولیت‌هایی که کوثری به عهده داشته‌است، عبارتند از: «مدیر کل پژوهشگاه فرهنگ، هنر و ارتباطات وزارت ارشاد»، «رئیس کتابخانۀ دانشکدۀ علوم اجتماعی دانشگاه تهران»، «معاون مؤسسه مطالعات آمریکای شمالی و اروپا»، «عضو کمیتۀ ارتباطات و فرهنگ، شورای عالی انقلاب فرهنگی»، «معاون کمیته علوم اجتماعی و روانشناسی در دفتر تحقیقات کاربردی معاونت پژوهشی دانشگاه تهران»، «نایب رئیس انجمن مطالعات فرهنگی و ارتباطات».
```
برخی فعالیت های اجرایی کوثری عبارتند از:
```

عضو گروه ارتباطات اجتماعی گروه واژه گزینی، ۱۳۹۲/۰۴/۰۴، ۱۳۹۲/۱۲/۲۹، ایران، تهران
عضو شورای تخصصی وعلمی مرکز موسیقی حوزه هنری، ۱۳۹۲/۰۴/۰۵، ۱۳۹۲/۱۲/۲۹، ایران، تهران- عضو شورای عالی سیاستگذاری و برنامه ریزی جشنواره های فرهنگی، قرآنی و رسانه ای، ۱۳۹۲/۰۷/۰۲، ایران، تهران- عضو شورای سیاست گذاری روابط عمومی و اطلاع رسانی، ۱۳۹۲/۰۸/۰۴، ایران، تهران- سرپرست گروه آموزشی ارتباطات اجتماعی، ۱۳۹۲/۰۹/۱۱، ۱۳۹۳/۰۳/۱۱، ایران، تهران